# وزیر کشور در سایه
```
در سیاست بریتانیا، 
وزیر کشور در سایه
، فردی‌ست که در 
کابینه در سایه رسمی اپوزیسیون
 قرار دارد که وظیفه‌اش «نظارت» بر 
وزیر کشور بریتانیا
 است؛ به این معنی که به بررسی سیاست‌های دولت در امور داخلی، از جمله 
پلیس
، 
امنیت ملی
، نظام عدالت کیفری، 
زندان
 و مسائل مربوط به 
شهروندی
 می‌پردازد. اگر حزب مخالف به دولت برگزیده شود، وزیر دولت سایه اغلب به عنوان 
وزیر کشور
 جدید تبدیل می‌شود، هرچندهمیشه این‌طور نیست. این منصب از ۶ اکتبر سال ۲۰۱۶ توسط 
دایان ابوت،
 از حزب کارگر اداره شده‌است.
[
۱
]
```